# Seznam azerbajdžanskih pianistov
Seznam azerbajdžanskih pianistov.

## M
- Sijavuš Gadžijev (*1953)
- Oleg Maršev

## Z
- Vagif Mustafazadeh
- Aziza Mustafa Zadeh